# ويليام ماكدوغال
ويليام ماكدوغال هو سياسي كندي، ولد في 8 مايو 1944، وفي عام 1966، تزوج باتريشيا آن كامبل.